# Mesone J/Psi
Il mesone J/ψ è una particella subatomica di sapore neutro costituito da un quark charm e un'antiquark charm. In quanto mesone costituito da quark charm, è un "charmonio". Il mesone J/ψ è il primo stato eccitato di charmonio (la forma con la seconda massa a riposo più piccola). J/ψ ha una massa a riposo di 3,0969 GeV/c2 e una vita media di 7,2×10−21 s. La sua vita media è circa un migliaio di volte più lunga delle aspettative, poiché i principali decadimenti di questa particella risultano soppressi.
La sua scoperta venne fatta indipendentemente da due gruppi di ricerca, uno allo Stanford Linear Accelerator Center, capeggiato da Burton Richter, e uno al Brookhaven National Laboratory, condotto da Samuel Ting al MIT. Effettivamente notarono di aver scoperto la stessa particella e entrambi i gruppi annunciarono le loro scoperte l'11 novembre 1974. L'importanza di questa scoperta è evidenziata dal fatto che la successiva serie di rapidi cambiamenti nella fisica delle particelle del tempo divenne nota come la "rivoluzione di novembre". Richter e Ting vennero premiati per la loro scoperta condivisa con il Premio Nobel per la fisica nel 1976.

## Contesto
Negli anni '60 vennero proposti i primi modelli di quark della fisica delle particelle, i quali proponevano che i protoni, neutroni e tutti i barioni e mesoni, fossero costituiti da tre tipi di particelle elementari caratterizzate da carica elettrica frazionaria: i "quark", esistenti in tre diversi "sapori" denominati up, down e strange. Nonostante le notevoli capacità dei modelli a quark di portare ordine nello "zoo delle particelle elementari", erano considerato ancora qualcosa di simile a una finzione matematica, un artefatto di ragioni fisiche più profonde.
A partire dal 1969, gli esperimenti di scattering anelastico profondo allo SLAC rivelarono prove sperimentali sorprendenti riguardanti le particelle presenti all'interno dei protoni. Inizialmente non si sapeva se fossero quark o altro. Sono stati necessari molti esperimenti per identificare in modo chiaro le proprietà dei componenti del protone. In prima approssimazione corrispondevano ai quark già descritti nei modelli teorici.
Sul fronte teorico, le teorie di gauge con simmetria rotta divennero le prime teorie a contendersi la completa spiegazione dell'interazione debole, dopo che Gerardus 't Hooft scoprì nel 1971 come rinormalizzare le teorie di gauge non abeliane così da poter utilizzare i diagrammi di Feynman per descrivere i processi in cui intervengono le interazioni forti. La prima prova sperimentale della teoria di unificazione elettrodebole fu la scoperta nel 1973 dei bosoni W e Z e quindi della corrente debole neutra. Le teorie di gauge insieme ai quark divennero nel 1973 dei validi contendenti per spiegare l'interazione forte dopo che venne proposto il concetto di libertà asintotica.
Tuttavia, una semplice combinazione della teoria elettrodebole e del modello a quark portò a calcoli sulle modalità di decadimento conosciute che contraddicevano l'osservazione: in particolare, si prevedeva il decadimento di un quark strange in un quark down, mediante un bosone Z come mediatore del cambiamento di sapore, ma questo non veniva osservato. Un'idea del 1970 di Sheldon Glashow, John Iliopoulos e Luciano Maiani, nota come meccanismo GIM, mostrava che i decadimenti con cambiamento di sapore sarebbero stati vietati se fosse esistito un quarto quark, denominato charm, che si accoppiasse con il quark strange. Questo lavoro portò, entro l'estate del 1974, a previsioni teoriche di come avrebbe dovuto essere un mesone charm/anti-charm. Tali previsioni furono ignorate. Il lavoro di Richter e Ting fu svolto per altri motivi, in gran parte per esplorare nuovi livelli di energia.

## La Scoperta
I due gruppi sperimentali che scoprirono il mesone J/ψ utilizzarono due approcci completamente diversi.
Il gruppo guidato da S. Ting, composto quasi esclusivamente da fisici del Massachusetts Institute of Technology (MIT), operava all'acceleratore di protoni AGS del Brookhaven National Laboratory (BNL) a Upton (New York), Long Island, Stati Uniti. Il rivelatore era ottimizzato per la ricerca di risonanze con numeri quantici uguali a quelli del fotone (JCP=1--) attraverso i loro decadimenti in coppie di elettroni e positroni. L'acceleratore AGS operava ad energie dei protoni fra i 28 e i 30 GeV, che incidevano su un bersaglio di Berillio. Il rivelatore era uno spettrometro (per la misura del momento delle particelle) a due bracci, disposti per rivelare elettroni emessi a 90 gradi nel sistema del centro di massa (14,6 gradi in laboratorio), con rivelatori di luce Cherenkov, calorimetri al vetro al piombo per identificare gli elettroni e camere a fili per la ricostruzione delle tracce. La massa della particella prodotta nelle interazioni dei protoni veniva ricostruita dalla massa invariante della coppia elettrone-positrone generata dal suo decadimento. Questo esperimento era in grado i rivelare particelle con massa fra i 2 e i 5 GeV, la difficoltà sperimentale era dovuta alla grande risoluzione richiesta all'apparato per poter identificare risonanze molto strette e al necessario grado di separazione elettroni-adroni (nelle interazioni protone-Berillio sono molti di più gli adroni prodotti che non gli elettroni). La J/ψ si manifestò con un picco di 242 eventi nella distribuzione delle masse invarianti ricostruite, con una larghezza di 20 MeV interamente dominata dalla risoluzione sperimentale.
Il gruppo guidato da B. Richter era composto da fisici delle Università di Stanford e Berkeley. L'esperimento prendeva dati al collider di elettroni-positroni SPEAR allo Stanford Linear Accelerator Center (SLAC) a Stanford, California. I collider elettroni-positroni sono un tipo di acceleratori sviluppato da Bruno Touschek ai Laboratori nazionali di Frascati dell'Istituto Nazionale di Fisica Nucleare. Il rivelatore di Richter, Mark-I, era il progenitore di tutti i futuri esperimenti ai collider: a simmetria cilindrica, con rivelatori di tracce in campo magnetico, un sistema di tempo di volo, calorimetri elettromagnetici e camere per l'identificazione di muoni. 
Questo apparato doveva sostanzialmente contare gli stati finali di coppie di adroni, o elettroni-positroni, o muoni-antimuoni, generati dalle collisioni elettrone-positrone. Da questo conteggio si può ricavare la sezione d'urto di produzione, dividendolo per la luminosità dell'acceleratore e l'efficienza del rivelatore. Quando l'energia dei fasci corrispondeva alla massa di una risonanza, la sezione d'urto aumentava di molto (fino ad un fattore quasi 1000 per la J/ψ). Questo richiedeva però una scansione molto fine delle energie dei fasci, in una prima scansione, a passi di 200 MeV, la risonanza era stata completamente mancata, e solo una successiva scansione, a passi di 2 MeV, motivata dalle notizie che arrivavano da Brookhaven, riuscì ad identificare la J/ψ. La larghezza misurata, circa 2.1 MeV, era interamente dominata dalla dispersione dell'energia dei fasci , la larghezza fisica della J/ψ è infatti di 92,9 keV. 
Ting e Richter annunciarono la scoperta lo stesso giorno e pubblicarono i lavori sulla stessa rivista. Ci volle circa un anno di intensa attività teorica per identificare la J/ψ come una risonanza composta da un quark charm e un quark anti-charm, e quindi come la scoperta di un nuovo sapore, il charm appunto. Era anche la conferma sperimentale del meccanismo GIM proposto da Sheldon Glashow, John Iliopoulos e Luciano Maiani nel 1970. Il Premio Nobel della Fisica venne attribuito appensa due anni dopo la scoperta, nel 1976,  per "il lavoro pionieristico nella scoperta di un nuovo tipo di particella elementare pesante".

### La misura ai Laboratori Nazionali di Frascati.
Ai Laboratori Nazionali di Frascati era in funzione il collisore Adone, successore di AdA, il primo collisore di elettroni e positroni mai costruito al mondo. Adone era entrato in funzione nel 1970, prima di SPEAR a Stanford, ma era in grado di accelerare elettroni fino a 3.0 GeV, e non aveva mai superato i 2.8 GeV per ragioni di prudenza. Non era quindi in grado di produrre la J/ψ a 3.1 GeV. Quando la scoperta fu annunciata, i Laboratori di Frascati decisero di spingere Adone a 3.1 GeV, e in soli due giorni di presa dati fu identificato il mesone J/ψ. Per questo lavoro collaborarono tre diversi esperimenti operativi a Frascati: il Gamma-Gamma Group, il Magnet Experimental Group (MEA) e il Baryon-AntiBaryon Group. Il lavoro sperimentale fu ricevuto dalla rivista (si dice dettato per telefono) solo cinque giorni dopo i lavori di Ting e Richter, ma non poté evidentemente accreditarsi della scoperta perché eseguito dopo la proclamazione dei due esperimenti americani.

## Denominazione
A causa della scoperta quasi simultanea, il mesone J/ψ è l'unica particella ad avere un nome con due lettere. Richter la chiamò "SP", dal nome dell'acceleratore SPEAR utilizzato allo SLAC; tuttavia a nessuno dei suoi collaboratori piacque questo nome. Dopo essersi consultato con Leonidas Resvanis (greco di nascita) per vedere quale lettera greca fosse ancora disponibile, e dopo aver rifiutato la "iota" perché il suo nome suggeriva scarsa rilevanza, Richter scelse "psi", un nome che, come ha fatto notare Gerson Goldhaber, contiene le lettere del nome originale "SP", ma in ordine inverso. Inoltre le successive immagini tratte dalla camera a scintille riproducevano casualmente la forma di una Psi.
Ting assegnò alla particella il nome "J", la lettera precedente a "K", nome del già noto mesone K. Tuttavia non si può giudicare ininfluente la somiglianza della "J" con il carattere cinese Ting (丁), il cognome cinese del ricercatore; inoltre J è anche l'iniziale del nome della prima figlia di Ting, Jeanne.
Dal momento che la comunità scientifica ha ritenuto ingiusto dare la priorità a uno dei due scopritori, le pubblicazioni successive hanno fatto riferimento alla particella come "J/ψ".
Il primo stato eccitato della J/ψ venne chiamato ψ'. È adesso definito come ψ(2S) o occasionalmente ψ(3686), indicando così rispettivamente il suo stato quantico o la massa in MeV. Gli altri mesoni vettori che sono stati legati charm-anticharm sono indicati similmente con ψ e lo stato quantico (se noto) o la massa. La "J" non è utilizzata, in quanto soltanto il gruppo di Richter scoprì gli stati eccitati.
Il nome charmonio viene usato per J/ψ e gli altri stati legati charm-anticharm, in analogia con il positronio, anch'esso costituito da una particella e dalla sua antiparticella (in questo caso elettrone e positrone).

## Fusione J/ψ
In un mezzo QCD caldo, quando la temperatura s'innalza ben oltre la , si prevede che J/ψ e i suoi stati eccitati fondano. Questa è una delle manifestazioni della formazione del plasma di quark e gluoni (QGP). Dal 2009 gli esperimenti effettuati al Super Proton Synchrotron del CERN e al Relativistic Heavy Ion Collider del Brookhaven National Laboratory (BNL) hanno studiato questo fenomeno senza risultati definitivi. Ciò è dovuto all'esigenza che la scomparsa dei mesoni J/ψ dal QGP sia valutata sulla base della produzione totale di tutte le particelle subatomiche contenenti quark charm, perché è molto probabile che vengano prodotti e/o distrutti mesoni J/ψ al momento dell'adronizzazione del QGP. Pertanto vi è ancora incertezza sulle condizioni prevalenti delle collisioni iniziali.
Infatti, invece della soppressione, è previsto un aumento della produzione di J/ψ negli esperimenti con ioni pesanti a LHC, dove il meccanismo di produzione di quark ricombinanti deve essere dominante data l'abbondanza di quark charm nel QGP. Le tracce dei mesoni Bc indicano che i quark si muovono e si legano liberamente quando si combinano per formare adroni.

## Modi di decadimento
I modi di decadimento adronico dei mesoni J/ψ sono fortemente soppressi a causa della regola di OZI. Questo effetto aumenta fortemente la durata della vita media della particella e in tal modo la sua larghezza di decadimento è di appena 93,2±2,1 keV. A causa di questa forte soppressione il decadimento elettromagnetico comincia a competere con il decadimento adronico. Per questo motivo J/ψ c'è una significativa frazione di decadimento in leptoni.